# پایخا
پایخا (به اسپانیایی: Pallejà) یک شهرستان در اسپانیا است که در استان بارسلون واقع شده‌است.

## خصوصیات
پایخا ۸٫۲۳ کیلومترمربع مساحت و ۱۱٬۰۱۱ نفر جمعیت دارد و ۴۱ متر بالاتر از سطح دریا واقع شده‌است.